# George Dunlop Leslie
George Dunlop Leslie (Londra, 2 giugno 1835 – Londra, 21 febbraio 1921) è stato un pittore britannico.

## Biografia
George Dunlop Leslie nacque in una famiglia di artisti. Suo padre era il noto pittore di genere Charles Robert Leslie, membro della Royal Academy e suo zio Roberto, un artista specializzato nella pittura di paesaggi marini.  Studiò disegno alla Art Academy di Henry Sass e successivamente, dal 1854, arte e pittura presso la Royal Academy, dove tenne la sua prima mostra nel 1859, per continuare negli anni successivi. Divenne membro associato nel 1968 e completò il suo percorso divenendo accademico nel 1876.

### Vita e opere

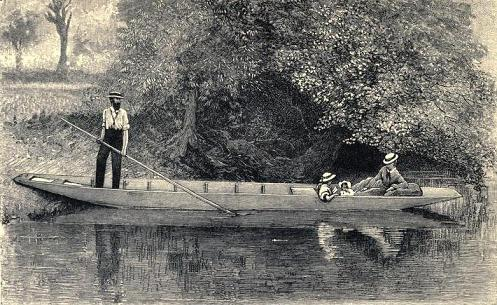
The author's punt (dal libro di Leslie Our river (1888)

George Dunlop Leslie visse inizialmente al St. John's Wood(Londra), e faceva parte del St. John's Wood Clique, un gruppo di artisti che prediligeva la pittura di genere. Dal 1884 al 1901 si stabilì a "Riverside", un villaggio di St. Leonard's Lane a Wallingford nell'Oxfordshire. Sua sorella Mary Leslie (1833-1907), anche lei artista, viveva alla porta accanto "Cromwell Lodge". Anche il pittore, suo amico, James Hayllar risiedeva nello stesso luogo. Con lui dipinse ritratto della regina Vittoria  per i festeggiamenti dei suoi 50 anni nel 1887.Dal 1906 ha vissuto a "Compton House" nel Lindfield.
Le sue prime opere, come Matilda realizzata nel 1860 evidenziano la forte influenza esercitata su di lui dalla Confraternita dei Preraffaelliti, ma nella sua pittura emerse uno stile più vicino alla cultura inglese. Si propose di mostrare "le immagini e gli aspetti più genuini della cultura familiare e quotidiana della gente inglese". Ha spesso usato i bambini come soggetti e il suo lavoro è stato elogiato dal celebrato critico d'arte John Ruskin per la sua rappresentazione della "dolce qualità della adolescenza inglese". Uno dei suoi quadri, "This is the Way we Wash our Clothes"  (Questo è il nostro modo di lavare i nostri vestiti) è stato utilizzato come poster per una campagna pubblicitaria per il sapone. Nonostante la sua materia in apparenza banale, però, il lavoro di Leslie è stato molto apprezzato dalla critica del tempo.
Leslie fu anche scrittore e pubblicò diversi libri, tra cui Our river (1888), Letters to Marco ([1893]) and Riverside letters (1896) che illustrò con disegni in bianco e nero, e osservazioni sulla vita e la natura dei luoghi a lui vicini. Ha scritto anche una storia sui primi anni passati alla Royal Academy: "The inner life of the Royal Academy" (La vita interiore della Royal Academy).
Leslie era sposato con Lidia. Avevano una figlia Alice (raffigurato nella sua pittura del 1879 Alice in Wonderland) e un figlio Peter Leslie (1877-1953), anche lui avviato alla carriera di pittore. Tra i suoi amici e conoscenti nel mondo dell'arte Lesli poteva annoverare Sir Edwin Landseer, Frederick Walker e Henry Stacy Marks.

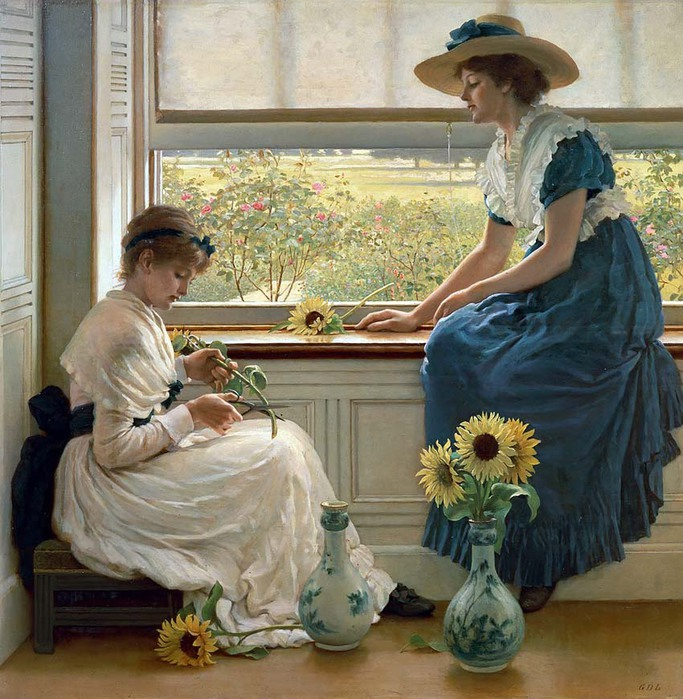
Sun and Moon Flowers (1890)

Nel giugno 2000, The daughters of Eve, considerato uno dei più bei dipinti di Leslie, e che era stato esposto quasi dimenticato per 40 anni in una scuola del Galles del Sud (Llantarnam Comprehensive), è stato venduto per 170.000 sterline a un collezionista privato. Denaro poi utilizzato per restaurare e modernizzare l'istituto scolastico.

### Il dipinto: "Sun and Moon Flowers"
Questo quadro è stato dipinto nel 1890, da una delle finestre del salotto dell'artista a Wallingford, con la vista sul giardino e sullo sfondo il prato sulla riva opposta del fiume. Dunlop da questa descrizione: "Ho disposto le due ragazze vicino alla finestra, una è seduta su uno sgabello a terra, e l'altra è sul sedile della finestra, tutto dipinto direttamente senza artefizi. Una delle due ragazze è una giovane signorina del luogo, mentre l'altra è Kitty Lambert, una mia modella preferita. Le due ragazze stanno disponendo i girasoli in un vaso. Nell'immagine alcuni girasoli sono brillanti e vividi e altri, che io chiamo Moon Flowers (fiori di luna), sono molto più pallidi: dipinti su tela, molto semplicemente ... "

### Opere letterarie
- Our River (Bradbury, Agnew & Co., 1888).
- Letters to Marco (Macmillan and Co., 1893).
- Riverside letters; a continuation of "Letters to Marco" (Macmillan and Co., 1896).
- The inner life of the Royal Academy, with an account of its schools and exhibitions principally in the reign of Queen Victoria (John Murray, 1914)